# Joe Gomez
Joseph David Gomez  (født 23. maj 1997 i London, England) er en engelsk fodboldspiller, der spiller som forsvarsspiller hos Premier League-klubben Liverpool.
Gomez startede sin seniorkarriere hos Charlton, som han også havde repræsenteret som ungdomsspiller. Han debuterede for klubben 12. august 2014 i et Liga Cup-opgør mod Colchester.
I sommeren 2015 blev Gomez solgt til Premier League-klubben Liverpool for en pris på 3,5 millioner britiske pund. Han debuterede for klubben 9. august samme år i en ligakamp mod Stoke. Efter at have etableret sig som en fast bestanddel af førsteholdet, havde Gomez problemer med skader, men spillede i UEFA Champions League-finalen i 2019, da Liverpool vandt turneringen. Han spillede i finalen i FIFA Club World Cup i 2019, hvor Liverpool vandt turneringen for første gang i klubbens historie. Han var en del af holdet, der vandt Premier League 2019-20, Liverpool's første ligatitel i 30 år.
Gomez har repræsenteret England på alle niveauer og spillede alle minutter i alle kampe, da England vandt UEFA European Under-17 Championship i 2014. Han debuterede for det engelske seniorlandshold i november 2017.

## Landshold
Gomez har (pr. april 2018) spillet tre kampe for det engelske landshold, som han debuterede for 10. november 2017 i en venskabskamp mod Tyskland. Han repræsenterede desuden som ungdomsspiller de fleste af de engelske U-landshold, og spillede blandt andet 17 kampe for U/17-landshold, som han vandt U/17-EM med i 2014.

## Privat liv
Gomez mødte sin partner, Tamara, i 2014 på en bus på vej til skole. De bor sammen i Cheshire og har en søn ved navn Kyrie. Gomez er fætter til angriberen Muhammadu Faal, der i øjeblikket spiller for Havant and Waterlooville.